# Landen van Fugger

Wapen van Fugger.

De landen van Fugger vormden een complex van gebieden binnen het Heilige Roomse Rijk, dat in het bezit was van de familie Fugger.
Het merendeel van de landen behoorde tot de Zwabische Kreits. Daarnaast lagen er landen binnen de Oostenrijkse Kreits, maar in deze gebieden was het overheidsgezag niet volledig in handen van de familie Fugger.

## Fugger-Kirchberg-Weißenhorn
Op 27 juli 1507 verpandde keizer Maximiliaan I het graafschap Kirchberg, de stad en de heerlijkheid Weißenhorn, het graafschap Mauerstetten en de heerlijkheid Pfaffenhofen aan Jakob Fugger. Vervolgens verhief de keizer de familie in 1511 in de gravenstand. Op 14 december 1530 werden de broers Raymund en Anton Fugger verheven tot rijksgraaf van Kirchberg en Weißenhorn.
De landshoogheid blijft bij het markgraafschap Burgau, dat Oostenrijks bezit is. Het maakt dus deel uit van de Oostenrijkse Kreits. In de praktijk was het graafschap een condominium van Oostenrijk en Fugger.
Bezit:
- Hoofdambt Kirchberg
- Pleegambt Weißenhorn met de heerlijkheid Pfaffenhofen.

Regenten:
Van 1626 tot 1696 was er een oudere tak te Weissenhorn.
| regering      | naam                 | geboren  | overleden  | familie               |
| ------------- | -------------------- | -------- | ---------- | --------------------- |
| -1579         | Georg                | 1518     | 28-8-1569  |                       |
| 1579-1618     | Philips Eduard       | 1546     | 14-8-1618  | zoon                  |
| 1618-1626     | Hugo                 | 1589     | 1626       | zoon                  |
| 1626-1654     | Karel Philips        | 1622     | 27-8-1654  | zoon                  |
| 1654-1690     | Hugo Frederik        | 1649     | 1690       | zoon                  |
| 1690(26)-1692 | Albrecht             | 1624     | 11-10-1692 | jongere zoon van Hugo |
| 1692-1720     | Frans Siegmund Jozef | 1661     | 10-7-1720  | zoon                  |
| 1720-1761     | Adam Frans Anton     |          | 11-5-1761  | zoon                  |
| 1761-1762     | Karel Albrecht       | 1723     | 27-7-1762  | zoon                  |
| 1762-1781     | Johan Nepomuk        | 1723     | 15-7-1781  | broer                 |
| 1781-1790     | Anton Jozef          | 1-3-1750 | 8-2-1790   | zoon                  |
| 1790-1806     | Johan Nepomuk        | 6-7-1787 | 7-2-1846   | zoon                  |

## Fugger-Babenhausen
Anton Fugger kocht op 3 juli 1538 van de graven van Rechberg een helft van de heerlijkheid Babenhausen met Brandenburg. Op 23 januari 1539 wordt de andere helft gekocht. Babenhausen werd de kern van een gebied voor Jacob Fugger, de jongste zoon van Anton Fugger. Een eerste stap was het losmaken van de banden tussen Babenhausen van het hertogdom Württemberg. Verder kwamen Schmiechen, Markt Biberbach en Gablingen aan deze tak. In 1547 werd Rettenbach van een hospitaal in Memmingen verworven. In hetzelfde jaar wordt Pleß verworven, dat in 1719 aan het kartuizerklooster Buxheim wordt verkocht onder behoud van de landshoogheid. In 1551 werd Boos gekocht van de familie Stebenhaber en in 1558 Kettershausen van het bisdom Augsburg. De heerlijkheid Wellenburg wordt in 1595 gekocht van de familie Ungnad. In 1660 werd Wald verworven.
Op 1 augustus 1803 werd het graafschap Fugger-Babenhausen tot rijksvorstendom verheven. Het was de wens van de keizer dat er ook een zetel in de raad van de rijksvorsten in de Rijksdag zou worden toegekend. Dit voornemen werd ingehaald door het einde van het Heilige Roomse Rijk in 1806.
Bezit:
- hoofdambt Babenhausen
- hoofdambt Boos
- hoofdambt Markt Biberbach
- pleegambt Wellenburg
- pleegambt Kettershausen
- pleegambt Rettenbach
- pleegambt Gablingen
- pleegambt Wald

Regenten
Van 1693 tot 1759 was er een jongere zijtak te Boos
| regering  | naam               | geboren   | overleden  | familie                    |
| --------- | ------------------ | --------- | ---------- | -------------------------- |
| 1598-1633 | Johan IV           | 1-6-1583  | 28-4-1633  |                            |
| 1633-1685 | Johan Frans        | 5-9-1613  | 1-12-1685  | zoon                       |
| 1685-1696 | Siegmund Jozef     | 15-8-1654 | 30-1-1696  | zoon                       |
| 1685-1693 | Johan Rudolf       | 22-5-1658 | 14-2-1693  | broer                      |
| 1693-1724 | Rupert Jozef Anton | 17-7-1683 | 19-1-1724  | zoon                       |
| 1724-1758 | Frans Karel        | 31-5-1712 | 5-12-1758  | zoon                       |
| 1759-1793 | Anselm Jozef       | 14-8-1729 | 7-7-1793   | kleinzoon van Johan Rudolf |
| 1793-1806 | Anselm Maria       | 1-7-1766  | 20-11-1821 | zoon                       |

## Fugger-Glött
Johann Ernst Fugger stichtte de linie te Glött met bezittingen die tussen 1533 en 1621 door de familie gekocht waren. (Glött in 1537). De heerlijkheid Glött lag binnen het markgraafschap Burgau, maar had wel landsheerlijke rechten.
Bezit:
- pleegambt Glött
- hoofdambt Oberndorf

Regenten:
| regering  | naam                     | geboren    | overleden  | familie              |
| --------- | ------------------------ | ---------- | ---------- | -------------------- |
| 1598-1615 | Christof I               | 11-11-1566 | 29-12-1615 |                      |
| 1615-1628 | Johan Ernst              | 24-7-1590  | 20-12-1628 | zoon                 |
| 1615-1644 | Otto Hendrik             |            | 12-10-1644 | broer                |
| 1628-1666 | Christof Rudolf          | 8-2-1615   | 5-11-1666  | zoon van Johan Ernst |
| 1666-1711 | Frans Ernst              | 18-9-1648  | 14-3-1711  | zoon                 |
| 1711-1745 | Anton Ernst              | 15-5-1681  | 24-5-1745  | zoon                 |
| 1745-1763 | Sebastiaan Xavier        | 27-1-1715  | 1-9-1763   | zoon                 |
| 1763-1804 | Leopold Vitus            |            | 10-9-1804  | zoon                 |
| 1763-1806 | Jozef Sebastiaan Eligius | 1-12-1749  | 10-9-1826  | broer                |

## Fugger-Kirchheim
Kirchheim werd in 1551 door de familie Fugger van de familie Hürnheim gekocht.
Bezit:
- hoofdambt Kirchheim

Regenten
| regering  | naam                    | geboren   | overleden  | familie                       |
| --------- | ----------------------- | --------- | ---------- | ----------------------------- |
| 1560-1598 | Johan III               | 4-9-1531  | 19-4-1598  |                               |
| 1598-1614 | Marcus III (Marx)       | 1564      | 11-12-1614 | zoon                          |
| 1614-1638 | Johan IV                |           | 15-4-1638  | zoon                          |
| 1638-1672 | Johan Eusebius          |           | 11-3-1672  | zoon                          |
| 1672-1693 | Boneventura             |           | 13-12-1693 | achterkleinzoon van Johan III |
| 1693-1731 | Johan Maximiliaan Jozef |           | 18-11-1731 | zoon                          |
| 1731-1764 | Cajetan Jozef           |           | 26-3-1764  | zoon                          |
| 1764-1780 | Jozef Dominicus         | 27-1-1730 | 30-3-1780  | zoon                          |
| 1780-1806 | Jozef Hugo              | 15-5-1763 | 3-5-1840   | zoon                          |

## Fugger-Nordendorf
In 1580 werd Nordendorf door de familie Fugger verworven. Na het uitsterven van de tak Nordendorf in 1676, kwam het aan de tak in Wörth. In 1723 werd Wörth verkocht.
Bezit:
- hoofdambt Nordendorf

Regenten
| regering  | naam               | geboren    | overleden | familie            |
| --------- | ------------------ | ---------- | --------- | ------------------ |
| 1560-1597 | Marcus II (Marx)   | 14-2-1529  | 18-4-1597 |                    |
| 1597-1611 | Georg III          | 1560       | 1611      | zoon               |
| 1597-1616 | Anton III          | 1563       | 27-7-1616 | broer              |
| 1597-1601 | Philips            | 1567       | 2-4-1601  | broer              |
| 1597-1614 | Albrecht I         | 1574       | 5-2-1614  | broer              |
| 1614-1639 | Frans              |            | 7-4-1639  | zoon               |
| 1616-1669 | Maximiliaan        |            | 12-1-1669 | zoon van Anton III |
| 1669-1677 | Sebastiaan         |            | 20-7-1677 | tak Wörth          |
| 1677-1710 | Marquard Eustatius |            | 1710      | zoon               |
| 1710-1784 | Johan Karel        | 22-11-1709 | 12-1-1784 | zoon               |
| 1784-1806 | Karel Anton        | 24-12-1776 | 13-6-1848 | zoon               |

## Fugger-Mickhausen
Mickhausen werd in 1528 door de familie Fugger veworven. De tak Mickhausen sterft in 1804 uit, waarna de bezittingen aan Fugger-Nordendorf vallen.
Bezit:
- pleegambt Mickhausen

Regenten
| regering  | naam                            | geboren    | overleden  | familie |
| --------- | ------------------------------- | ---------- | ---------- | ------- |
| 1644-1701 | Paul                            | 13-10-1637 | 27-4-1701  |         |
| 1701-1708 | Karel Jozef (Maximiliaan Paris) | 1674       | 10-1-1708  | zoon    |
| 1708-1779 | Johan Lodewijk                  | 1700       | 17-12-1779 | zoon    |
| 1779-1804 | Jozef Frans                     | 18-9-1731  | 16-7-1804  | zoon    |

## Fugger-Wasserburg
zie heerlijkheid Wasserburg

## Fugger (familiestichting)
Onder de familiestichting viel het in 1541 verworven hoofdvoogdijambt Waltenhausen en het in 1613 verworven pleegambt Laugna.

## Het einde van het land
Volgens artikel 8 van de Vrede van Presburg van 26 december 1805 werd het markgraafschap Burgau door Oostenrijk aan het koninkrijk Beieren afgestaan. Dit betekende dat de politieke relatie die de gebieden van Fugger binnen de Oostenrijkse Kreits met Oostenrijk hadden, overging op Beieren.
Artikel 24 van de Rijnbondakte van 12 juli 1806 stelde de bezittingen van de vorsten en graven Fugger onder de soevereiniteit van het koninkrijk Beieren: de mediatisering.
Bij het grensverdrag tussen de koninkrijken Beieren en Württemberg van 18 mei 1810 werd dat deel van de voormalige landen van Fugger die ten westen van de Iller lag aan Württemberg overgedragen (Kirchberg, Dietenheim, Brandenburg). Het betrof gebieden van Fugger-Kirchberg-Weißenhorn en Fugger-Nordendorf.